# 1st Illinois Cavalry
Le 1st Illinois Cavalry ou 1st Illinois Cavalry Regiment est un régiment de cavalerie de l'armée de l'Union pendant la guerre de Sécession et la guerre hispano-américaine.

## Histoire
Les compagnies A à G du 1st Illinois Volunteer Cavalry sont mobilisées à Alton (Illinois) le 3 juillet 1861. Parmi leurs premiers officiers se trouve le futur philanthrope David P. Jenkins, qui est le premier major du régiment. Les compagnies I, H et K sont rassemblées à Alton à des dates ultérieures mais n'ont jamais servi avec le corps principal du régiment. Les compagnies d'origine ont servi de gardes pour les trains de ravitaillement et les dépôts jusqu'à ce qu'elles soient rassemblées le 14 juillet 1862. Les compagnies restantes ont servi de manière indépendante. La dernière compagnie est mobilisée le 27 décembre 1862.

### Cavalerie de Noleman
La compagnie H du régiment est nommée Noleman's Cavalry en l'honneur de son capitaine, Robert D. Noleman. Cette compagnie est organisée à Centralia (Illinois) et mise au service des États-Unis le 14 juin 1861, pour une période d'un an. Le groupe a d'abord été réuni à Cairo mais a rapidement été transféré à Bird's Point, ne face de Cairo de l'autre côté du Mississippi, dans le Missouri. Le régiment combat lors de la bataille de Belmont le 7 novembre 1861, puis parcourt le sud-est du Missouri et l'ouest du Kentucky pendant l'hiver 1861-1862.
Le 2 mars 1862, le groupe, rejoint par le colonel James D. Morgan mène la poursuite du brigadier général confédéré Meriwether Jeff Thompson dans le sud-est du Missouri. Il ne parvient pas à capturer Thompson mais s'empare de l'artillerie. Le colonel Morgan loue la persévérance du groupe. De février à avril 1862, la compagnie rejoint le brigadier général John Pope dans l'effort de l'Union pour prendre New Madrid et Kentucky Bend (en), sur le fleuve Mississippi. Leurs engagements comprennent la bataille d'Island Number Ten puis la reddition confédérée après cette bataille à Tiptonville.
Après la chute de New Madrid, le groupe descend le fleuve Mississippi et, en juin 1862, leur compagnie est la première troupe américaine à entrer dans la ville de Memphis (Tennessee). En juillet 1862, ils reçoivent l'ordre de se rendre à Saint-Louis pour être retirés du service. Au cours de leur année de service, la compagnie H a capturé 167 prisonniers, 209 chevaux et mules, ainsi que de nombreux fusils et munitions.
Le régiment aura perdu 17 hommes tués au combat ou  morts de leurs blessures et 26 hommes morts de maladie, soit un total de 43 morts.

### Guerre hispano-américaine
Le 1st Illinois Cavalry est reconstitué le 1er juillet 1897 comme escadron de cavalerie dans la Garde nationale de l'Illinois. Élargi et intégré au service fédéral le 21 mai 1898 à Springfield (Illinois) en tant que 1st Illinois Volunteer Cavalry, il est retiré du service fédéral le 11 octobre 1898 à Fort Sheridan. Réorganisé en 1899 dans la Garde nationale de l'Illinois en escadron de cavalerie, il est agrandi et réorganisé le 22 juin 1899.

### Autres reformations
Incorporé au service fédéral le 27 juin 1916, le 1st Illinois Cavlry est retiré du service fédéral le 17 novembre 1916 à Fort Sheridan. Enrôlé de nouveau dans le service fédéral le 5 août 1917, le régiment est réorganisé et renommé le 21 septembre 1917 sous le nom de 124th Field Artillery et affecté à la 33rd Division. Il est démobilisé le 8 juin 1919 à Camp Grant (Illinois) (en).
Il est réorganisé le 20 octobre 1922 dans la Garde nationale de l'Illinois en tant que 2nd Squadron, 106th Cavalry, un élément de la 22nd Cavalry Division (reste du régiment attribué à la Michigan National Guard) puis, le 1er septembre 1940, il passe entièrement dans la Garde nationale de l'Illinois comme 106e de cavalerie et relevé de son affectation à la 22e division de cavalerie (2e escadron). Il est simultanément renommé 1er escadron du 23e escadron de reconnaissance de cavalerie, constitué le 1er janvier 1940 et organisé en partie par transfert de personnel de la troupe F et de la troupe de mitrailleuses et 2e escadron. Intronisé au service fédéral le 25 novembre 1940 dans les gares d'attache, le régiment est démantelé le 15 mars 1944.